# Neanastatus bilingae
Neanastatus bilingae är en stekelart som beskrevs av Girault 1923. Neanastatus bilingae ingår i släktet Neanastatus och familjen hoppglanssteklar. Inga underarter finns listade i Catalogue of Life.